# Vincenzo De Simone

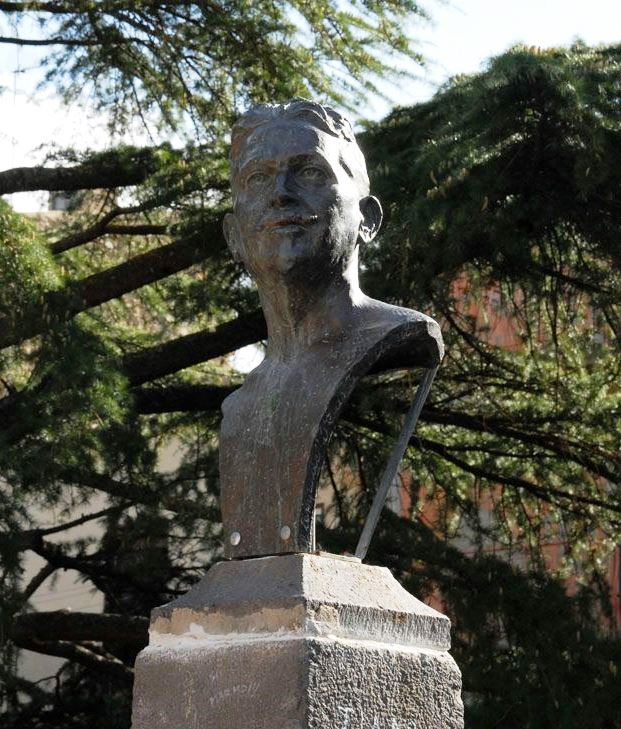
Busto del poeta situata nella villa comunale omonima della città natale

Vincenzo De Simone (Villarosa, 19 novembre 1879 – Milano, 12 aprile 1942) è stato un poeta italiano, che componeva in siciliano.

## Biografia
Vincenzo Di Simone (cognome poi cambiato in De Simone per apparire più elegante) nacque a Villarosa (EN) il 19 novembre 1879.
A soli dieci anni si trasferì a Catania con i genitori e i suoi numerosi fratelli dove completò gli studi, laureandosi in medicina «per rispetto alle tradizioni di famiglia». Nel periodo dei suoi studi era solito trascorrere le vacanze a Villarosa.
Laureatosi in medicina a Catania si trasferì a Milano, dove esercitò la professione di medico, conservò sempre nel cuore un battito per la sua Villarosa, che cantava come fosse presente, ricordando le bellezze della sua terra e descrivendo i costumi del suo paese e della Sicilia in versi e in prosa. Come scrisse Raffaele Grillo nel decennale della sua morte: «Nella sua casa milanese di piazzale Argentina, si davano convegno i migliori ingegni siciliani residenti nella metropoli lombarda e la sua casa era sacra al culto della sicilianità».

Molte sono le sue opere in italiano e in siciliano, conosciute in tutto il mondo. In Francia il poeta Armand Godoy tradusse nella sua lingua le poesie, il quale a sua volta tradusse in italiano opere dello stesso Goduy e di altri poeti stranieri, come Heine e Mistral. Il De Simone pubblicò anche opere di ispirazione mistico-religiosa; nell'anno francescano volse in sonetti siciliani "I Fioretti di San Francesco". Altre opere in dialetto da ricordare sono: 
 tutte opere la cui caratteristica peculiare è un sospirare nostalgico alla sua madre terra Bellarosa di cui sentiva il fascino e l'attrattiva, accompagnata dall'odore di zolfo, che caratterizzava questo paese attorniato da miniere. Tra i rumori della metropoli percepiva dolce il richiamo del suo campanile, del suo cielo, dei suoi concittadini di cui espose usi e costumi nel suo libro di narrativa "Bellarosa: uomo serio!". Le sue opere sono caratterizzate dalla nostalgia per la terra natale.
Morì a Milano il 12 aprile 1942. In occasione della sua sepoltura presso il cimitero di Catania il poeta D'Annunzio fece dono di una statua in ardesia di un angelo che fece porre sulla tomba, statua che al momento risulta essere stata rubata. Qualche anno dopo i poeti dialettali offrirono al Comune di Villarosa un busto in bronzo, che fu collocato sopra una stele di pietra lavica nella Piazza Vittorio Veneto; attorno al monumento fu creata una villetta in omaggio al valore poetico dell'illustre concittadino.
A De Simone sono dedicate una villa comunale e una scuola media a Villarosa, suo paese natale, e un'altra scuola media a Villapriolo (EN).
La salma dell'omonimo poeta è depositata nel cimitero di Villarosa dopo il suo ritorno da Milano avvenuto nel 2016

## Opere
- I Fioretti di San Francesco
- Bellarosa, terra amurusa
- A la riddena
- La Funtana
- Canzuni a lamentu
- Bellarosa: uomo serio!
- Viva Sant'Aita!